# Palacio de los Grandes Duques de Lituania
El palacio de los Grandes Duques de Lituania es un palacio en Vilna, Lituania, construido originalmente en el siglo XV por los gobernantes del Gran Ducado de Lituania y los futuros reyes de Polonia. El palacio, ubicado en el castillo inferior del complejo de castillos de Vilna, evolucionó con el tiempo y prosperó durante el siglo XVI y XVII. Durante cuatro centurias el palacio fue el centro político, administrativo y cultural de la República de las Dos Naciones, aunque fue destruido en 1801. La reconstrucción comenzó en 2002 en el mismo lugar del edificio original y se completó tras dieciséis años en 2018. 

## Historia

### Gran Ducado de Lituania

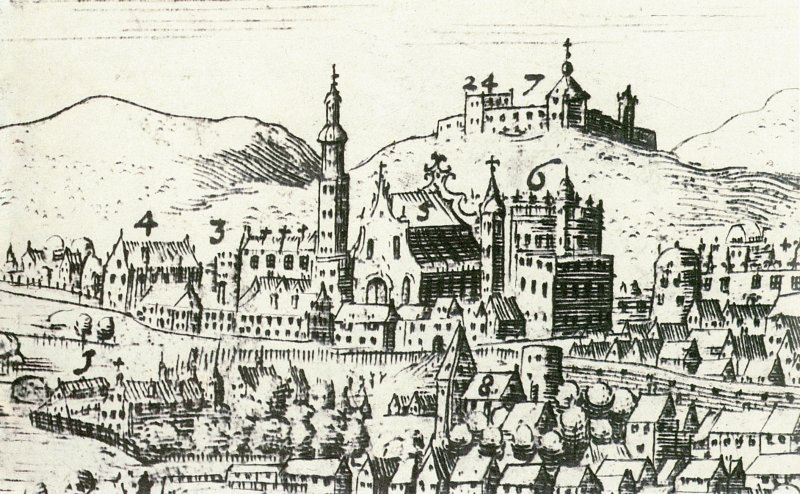
El palacio de los Grandes Duques de Lituania (marcado con el número 6) en el castillo bajo de Vilna en el.

En los siglos XIII y XIV existían algunas estructuras pétreas dentro de la zona del palacio; algunos arqueológicos creen que también existía un palacio de madera. El palacio pétreo fue construido en estilo gótico en el siglo XV, aparentemente tras un incendio en 1419. El resto de estructuras de piedras y defensivas del castillo inferior, que bloqueaban la construcción, se demolieron. La fortaleza del castillo superior, así como el palacio, acogió la coronación del rey Vitautas. El palacio gótico tenía tres alas; las investigaciones sugieren que tenía dos plantas con un sótano.
El gran duque Alejandro I Jagellón, más tarde rey de Polonia, trasladó su residencia al palacio, donde se encontró con sus embajadores, y ordenó su renovación. Tras su matrimonio con la hija del gran duque de Moscú Iván III, la pareja real vivió y residió en el mismo. Segismundo I el Viejo, tras su ascenso al trono del gran ducado, se ocupó de sus asuntos en el palacio, así como en la catedral de Vilna. Durante el gobierno de Sigismundo I el palacio se amplió bastante para suplir las nuevas necesidades el gran duque, por ejemplo, se añadió una nueva ala, así como una tercera planta, y se ampliaron los jardines, los gastos se contaron en unos 100.000 ducados. El proyecto de reconstrucción probablemente fue realizado por el arquitecto italiano Bartolomeo Berecci, quien también diseñó otros proyectos en el Reino de Polonia. En este palacio Segismundo recibió a un emisario del Sacro Imperio Romano Germánico, quien le presentó a Bona Sforza, su segunda esposa, en 1517.
El hijo de Segismundo, Segismundo II Augusto, fue coronado gran duque de Lituania en el palacio. Segismundo II continuó con las obras de desarrollo y habitó allí con su primera esposa Isabel de Habsburgo, hija de Fernando I, emperador de Sacro Imperio Germánico, cuyos restos reposan en la catedral de Vilna. Su segunda esposa, Bárbara Radziwiłł, también residió en el palacio. Según crónicas del emisario de los Estados Pontificios, el palacio albergaba más tesoros que el Vaticano. Segismundo II también albergó de las mayores colecciones de libros y tapices de Europa.

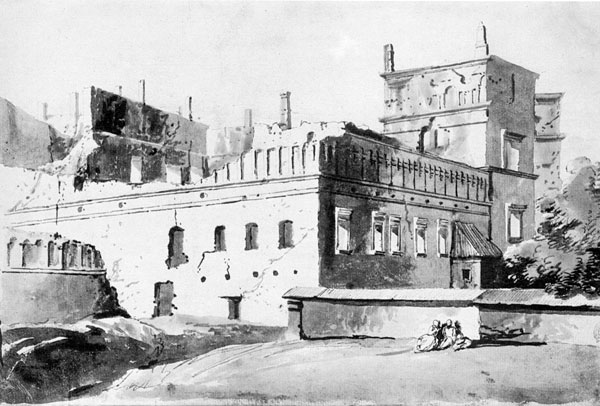
Las ruinas del palacio dibujadas entre 1785-86.

El palacio fue remodelado en estilo renacentista en el siglo XVI por los varios arquitectos italianos como Giovanni Cini da Siena y Bernardino de Gianotis Zanobi. El palacio fue visitado por Ippolito Aldobrandini, quien más tarde se convirtió en el papa Clemente VIII. Otro gran desarrollo se produjo durante el reinado de la dinastía Vasa, cuando el palacio fue remodelado en estilo barroco durante el reinado de Segismundo III Vasa por los arquitectos Matteo Castello, Giacopo Tencalla y otros artistas en el siglo XVII. Durante el reinado de los Vasa se celebraron grandes eventos como la boda del duque Juan, quien más tarde se convertiría en Juan III de Suecia, y la hermana de Segismundo II Augusto, Catalina Jagellón; además de la primera ópera representada en Lituania en 1634.
Tras la invasión rusa en 1655, el estado comenzó a decaer y también afectó al castillo. En agosto del mismo año, Vilna fue capturada por el ejército moscovita. La armada polaca recapturó el castillo seis años después, aunque el palacio ya había sido destruido por un incendio y sus tesoros habían sido saqueados. Tras la reconquista de Vilna en 1660-61, el palacio ya no era apto para ser residencia real y continuó abandonado durante un siglo y medio. A finales del siglo XVIII, tras la caída de la República de las Dos Naciones, varias familias vivían en las zonas en ruinas del palacio; sin embargo, poco después de la incorporación del Gran Ducado de Lituania en el Imperio ruso, los oficiales ordenaron la destrucción de las ruinas del palacio. La estructura estaba completamente derruida en 1801.

### Tras la destrucción del palacio
Únicamente sobrevivió una parte de los muros de la segunda planta del ala oriental, que fueron vendidos al mercader judío Abraham Schlossberg en 1800, quien los incorporó en su vivienda. Tras el Levantamiento de noviembre de 1831 contra la dominación rusa, la casa de Schlossberg fue confiscada por el Ejército Imperial Ruso, que tenía algunos arsenales en las cercanías. Cuando se construyó la fortaleza de Vilna, la casa empezó a formar parte de la fortaleza, que se encontraba rodeado por un foso. La casa Schlossberg en un mapa de Vilna de 1840 es denominada como barracón. A finales del siglo XIX el foso de la fortaleza se rellenó con tierra y se convirtió en un parque urbano.
Después de que Lituania alcanzara de nuevo su independencia tras la Primera Guerra Mundial en 1918, la casa Schlossberg se convirtió en la base del ejército. Pronto fue capturado por las tropas polacas tras la anexión polaca de Vilna. Durante la Segunda Guerra Mundial se convirtió en sede de la Wehrmacht nazi y tras la contienda fue usada por las fuerzas de seguridad soviéticas y, más tarde, en un palacio de los pioneros, que dejaron vacante el edificio en 1987. En ese momento comenzaron unas excavaciones arqueológicas con el objetivo de crear el Museo de la Amistad del Pueblo, por lo que se necesitaban investigaciones arquitectónicas para su construcción. 

### Reconstrucción

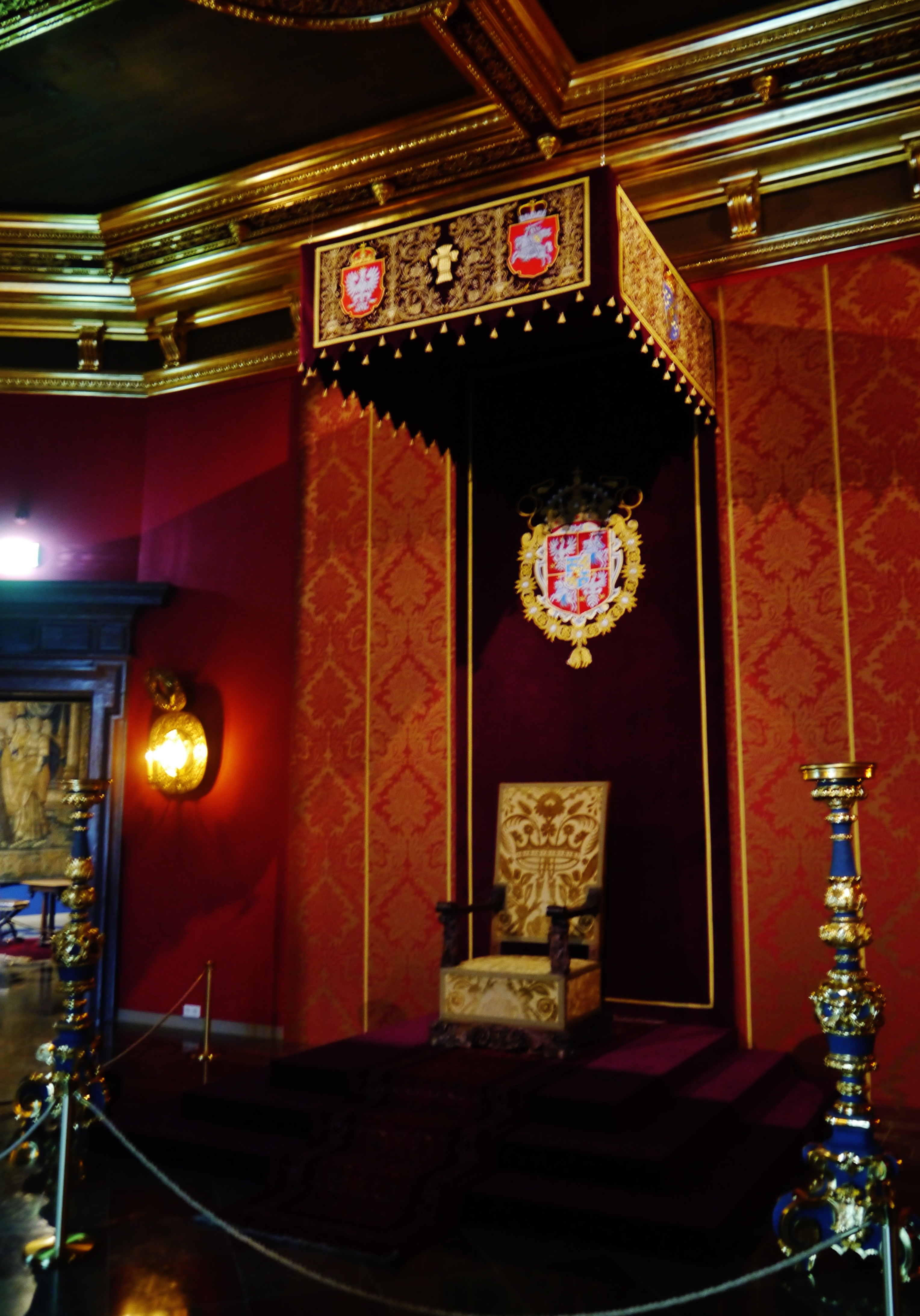
Sala del trono en el interior del castillo.

Tras la caída del Telón de Acero en 1989, Lituania volvió a ser independiente. En 1994 se llevaron a cabo unas excavaciones arqueológicas que tuvieron que posponerse por falta de recursos. Ese mismo año el Instituto Lituano de Historia estableció un grupo de investigación que supervisó estas excavaciones. La casa Schlossberg se utilizó como sede del grupo de investigación y las piezas arqueológicas halladas se fueron catalogando en el edificio. Las excavaciones se extendieron por toda la zona y los cimientos, expuestos a las inclemencias, comenzaron a deteriorarse, especialmente las estructuras de madera y de ladrillo; para solventar este problema, se decidió construir en 1988 edificios temporales, invernaderos o hangares, aunque se comenzaron a debatir diversas opciones. La primera opción era cubrir los cimientos del palacio con tierra, la segunda erigir un edificio nuevo para conservar las ruinas, aunque produciría contaminación visual del centro histórico, que en ese momento se encontraba en la Lista indicativa de la Unesco, mientras que la tercera opción era reconstrucción un edificio similar al original. Finalmente se optó por esta tercera opción mientras que Algirdas Brazauskas era presidente de Lituania y en 1993 Rimas Grigas ganó el concurso para estas obras.
Al comienzo se dudaba del uso del palacio en un futuro, primero fue propuesto como palacio presidencial, pero el palacio de los Artistas ya se utilizaba como sede del presidente. Kazys Napoleonas Kitkauskas sugirió el uso del palacio como Galería Nacional de Arte. El Parlamento de Lituania o Seimas aprobó la ley para reconstruir el palacio el año 2000, mientras que las excavaciones comenzaron en 2002 en la parte sur del edificio original. El proyecto tuvo que modificarse hasta 2006 debido a los restos encontrados y se utilizaron restos de la casa Schlossberg en el nuevo ala del palacio reconstruido. El edificio y el museo de su interior se abrieron parcialmente durante las celebraciones del milenio de Lituania en 2009, aunque volvió a cerrarse para seguir con las obras. Algunos historiadores se mostraron en contra de la reconstrucción, calificándola de innecesaria y que obstaculizaría la vista de algunos edificios históricos del centro. El 6 de julio de 2013 se abrió al público el Bloque A del edificio, 760 años tras la coronación de Mindaugas, utilizándose durante la presidencia de Lituania en el Consejo de la Unión Europea, en noviembre de ese año se utilizó como una de las sedes principales para las reuniones entre los líderes de los países europeos; mientras que el Bloque B fue inaugurado el 6 de julio de 2018.